# François De Munck
Marie François Bernard De Munck, ook De Munck-Moerman (Sint-Niklaas, 29 oktober 1794 - aldaar, 29 juni 1855) was een Belgisch officier en politicus voor de Liberale Partij.

## Biografie

### Familie
François De Munck stamde uit een oud Waas geslacht, de familie De Munck. Hij was een zoon van Yves-Jean De Munck (1737-1815), advocaat bij de Raad van Vlaanderen en hoogschepen van het Baljuwschap Waas, en Marie-Isabelle Wouters (1753-1833). Hij verkreeg in 1820, onder het Verenigd Koninkrijk der Nederlanden, opname in de erfelijke adel.
Hij trouwde in 1820 in Sint-Niklaas met burggravin Marie-Adelaïde de Moerman d'Harlebeke (1799-1871), dochter van burggraaf Mathieu de Moerman d'Harlebeke, hoogbaljuw van Waas en gedeputeerde van de Staten van Vlaanderen. Ze kregen vijf kinderen, waarvan enige erfgenaam Emma De Munck (1830-1887) trouwde in 1857 in Sint-Niklaas met ridder Amédée de Schoutheete de Tervarent (1835-1891), burgemeester van Sint-Niklaas. 
Hij was een schoonbroer van burggraaf Charles de Moerman d'Harlebeke en een oom van burggraaf Léon de Moerman d'Harlebeke.

### Loopbaan
Onder het Franse Keizerrijk was hij officier en maakte deel uit van de Erewacht van Napoleon. Onder het Verenigd koninkrijk der Nederlanden was hij majoor van de Schutterij en in het koninkrijk België was hij commandant van de Burgerwacht in Sint-Niklaas.
Vanaf 1830 was hij gemeenteraadslid van Sint-Niklaas en het jaar daarop werd hij burgemeester, een ambt dat hij tot 1854 bekleedde. Van 1845 tot 1851 was hij provincieraadslid van Oost-Vlaanderen. In september 1851 werd hij verkozen tot liberaal senator voor het arrondissement Sint-Niklaas en vervulde dit mandaat tot aan zijn dood.